# Sobotište
Sobotište (en allemand : Freischütz ) est un village de la région de Trnava, en Slovaquie.

## Histoire
La première mention écrite du village date de 1241.

## Démographie

### Évolution de la population
| Année:               | 1994. | 2004.   | 2014.   | 2024.   |
| -------------------- | ----- | ------- | ------- | ------- |
| Nombre de personnes: | 1582  | 1536    | 1485    | 1483    |
| Différence:          |       | -2,90 % | -3,32 % | -0,13 % |

| Année:               | 2023. | 2024.   |
| -------------------- | ----- | ------- |
| Nombre de personnes: | 1476  | 1483    |
| Différence:          |       | +0,47 % |